# Дірк Нібель

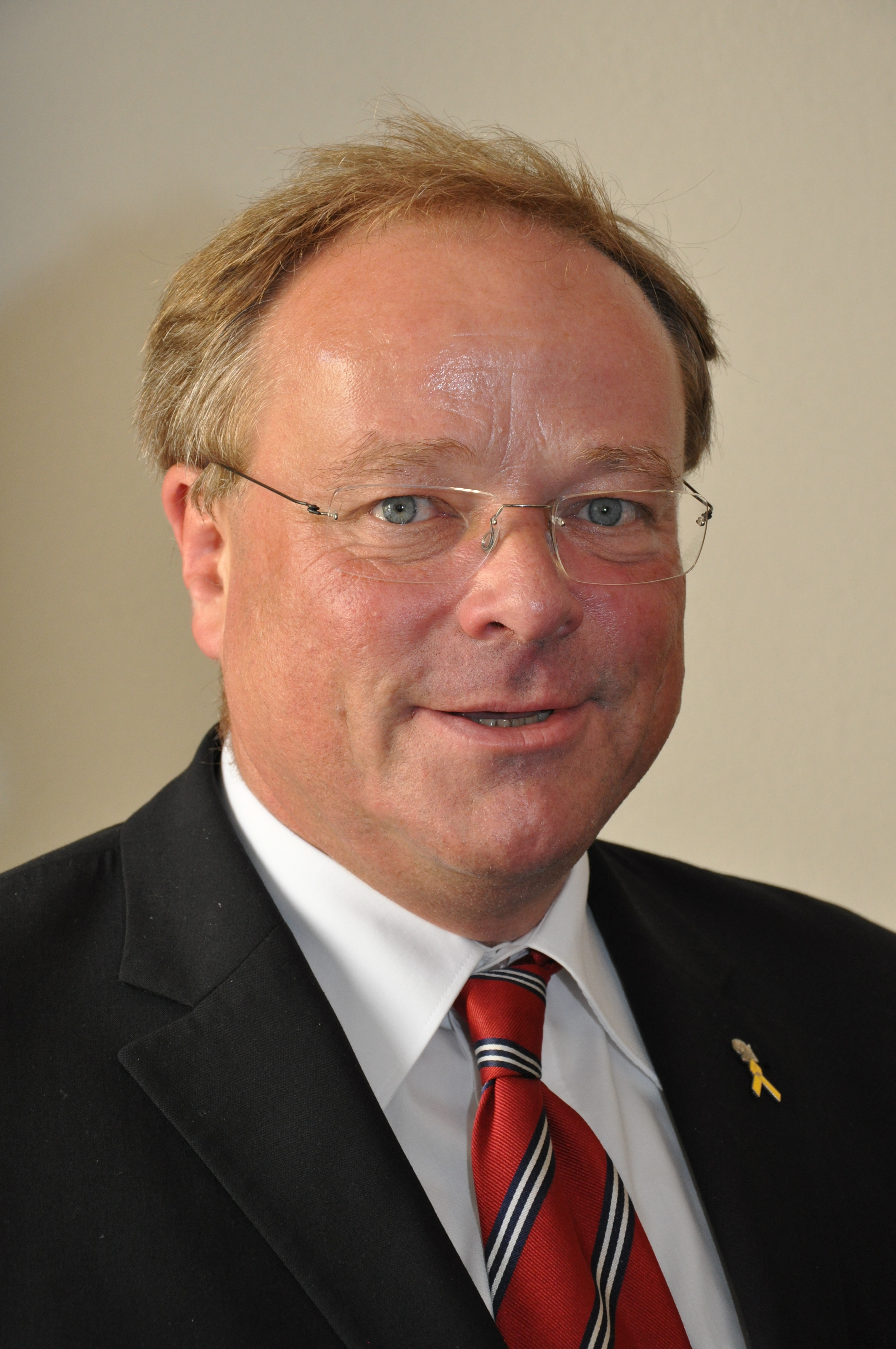
Дірк Нібель

Дірк Нібель (нім. Dirk Niebel; нар. 29 березня 1963, Гамбург) — німецький політик, міністр економічного співробітництва та розвитку Німеччини з 28 жовтня 2009 по 17 грудня 2013. У 2005—2009 роках Нібель був генеральним секретарем Вільної демократичної партії (ВДП).

## Життєпис
Завершивши у 1983 році курс середнього навчання, Дірк виїхав до Ізраїлю і один рік провів у кібуці. Пізніше він протягом восьми років служив офіцером у повітряно-десантних військах бундесвера у Кальве, був командиром розвідувального взводу і у 2007 році все ще залишався капітаном запасу.
Після служби в армії Нібель навчався у Німецькому коледжі державного управління у Мангаймі і закінчив навчання у 1993 році зі ступенем магістра державного управління.
З 1993 по 1998 рік Дірк Нібель працював у бюро з працевлаштування у Зінсхаймі, підрозділі Федеральної служби зайнятості Гайдельберга.
У 1977 році чотирнадцятирічний Нібель вступив до Молодіжного союзу, молодіжної організації під патронажем Християнсько-демократичного союзу (ХДС), а у 1979 році став членом цієї партії, але через два роки, у 1981, залишив її.
У 1990 році він вступив до Вільної демократичної партії і став одним із засновників відділення Молодих лібералів, молодіжної політичної організації під керівництвом ВДП, у Гайдельберзі. З 2003 року Нібель був членом Федеральної ради ВДП і одним з членів ради піклувальників Фонду Фрідріха Наумана. 5 травня 2005 Федеральна рада обрала його генеральним секретарем партії з результатом у 92,4 % голосів.
Нібель був членом Бундестагу з 1998 року. З 2002 по 2005 рік він очолював групу землі Баден-Вюртемберг у парламентській групі ВДП. З 1998 року Нібель обіймав посаду спікера парламентської групи з трудової політики. Крім того, з 1998 року Дірк Нібель був членом групи німецько-ізраїльських парламентаріїв. З 2000 року Нібель став віце-президентом Німецько-ізраїльського суспільства.
Дірк Нібель — прихильник радикальної реформи Федерального агентства зайнятості. Він вважає, що агентство має виплачувати тільки допомоги по безробіттю.
Нібель одружений, він і його дружина Андреа, логопед за професією, виховують трьох синів.